# Pseudinca plicatus
Pseudinca plicatus är en skalbaggsart som beskrevs av Hermann Julius Kolbe 1914. Pseudinca plicatus ingår i släktet Pseudinca och familjen Cetoniidae. Inga underarter finns listade i Catalogue of Life.